# Peltostigma pteleoides
Peltostigma pteleoides är en vinruteväxtart som först beskrevs av William Jackson Hooker, och fick sitt nu gällande namn av Wilhelm Gerhard Walpers. Peltostigma pteleoides ingår i släktet Peltostigma och familjen vinruteväxter. Inga underarter finns listade i Catalogue of Life.